# Seznam kostelů v okrese Sokolov
Seznam kostelů v okrese Sokolov

## Existující kostely

### Římskokatolické kostely
| Název                                                 | Obrázek                                               | Galerie Commons                                                                                   | Místo             | Ochrana                  | Popis | Souřadnice                       |
| ----------------------------------------------------- | ----------------------------------------------------- | ------------------------------------------------------------------------------------------------- | ----------------- | ------------------------ | --- | -------------------------------- |
| Kostel Nanebevzetí Panny Marie                        | kostel Nanebevzetí Panny Marie                        | Kategorie „Church of the Assumption of the Virgin Mary (Bublava)“ na Wikimedia Commons            | Bublava           | ne                       | Jednolodní obdélná pseudorománská strohá stavba s presbytářem a sakristií na jižní straně                                                                                               | 50°22′16″ s. š., 12°30′11″ v. d. |
| Kostel Povýšení svatého Kříže                         | kostel svatého Kříže                                  | Kategorie „Church of the Exaltation of the Holy Cross (Citice)“ na Wikimedia Commons              | Citice            | ne                       | Jednolodní stavba s nízkou hranolovou věží na východní straně kostela, zapuštěnou do průčelí                                                                                            | 50°9′47″ s. š., 12°36′40″ v. d.  |
| Kostel svatého Jiří                                   | kostel svatého Jiří                                   | Kategorie „Church of Saint George in Horní Slavkov“ na Wikimedia Commons                          | Horní Slavkov     | kulturní památka         | Jednolodní orientovaná stavba s rozlehlým a nezvykle protáhlým polygonálně uzavřeným presbytářem, podepřeným opěrnými pilíři a s vysokými okny                                          | 50°8′19″ s. š., 12°48′38″ v. d.  |
| Kostel svaté Anny                                     | kostel svaté Anny                                     | Kategorie „Church of Saint Anne in Horní Slavkov“ na Wikimedia Commons                            | Horní Slavkov     | kulturní památka         | Jednolodní neorientovaná stavba s mírně odsazeným presbytářem, sakristie na severní straně je pozůstatkem snesené středověké věže                                                       | 50°8′32″ s. š., 12°48′16″ v. d.  |
| Kostel Nanebevzetí Panny Marie a svaté Maří Magdaleny | kostel Nanebevzetí Panny Marie a svaté Maří Magdaleny | Kategorie „Church of Assumption and Saint Mary Magdalene (Chlum Svaté Maří)“ na Wikimedia Commons | Chlum Svaté Maří  | národní kulturní památka | Orientovaný podélný kostel, zasazený doprostřed přízemních ambitů, jež jsou v nárožích a uprostřed severního a jižního křídla doplněny o oltáře                                         | 50°9′0″ s. š., 12°32′10″ v. d.   |
| Kostel svatého Vavřince                               | kostel svatého Vavřince                               | Kategorie „Church of Saint Lawrence (Chodov)“ na Wikimedia Commons                                | Chodov            | kulturní památka         | Jednolodní chrámová stavba, jejíž kněžiště je orientováno k východu | 50°14′25″ s. š., 12°44′56″ v. d. |
| Kostel svatého Martina                                | kostel svatého Martina                                | Kategorie „Church of Saint Martin (Jindřichovice)“ na Wikimedia Commons                           | Jindřichovice     | kulturní památka         | Jednolodní stavba, kde se prvky gotiky, přežívající celou dobu renesance, kombinují s prvky nastupujícího raného baroka                                                                 | 50°16′57″ s. š., 12°36′9″ v. d.  |
| Kostel svatého Jiljí                                  | kostel svatého Martina                                | Kategorie „Church of Saint Giles (Kostelní)“ na Wikimedia Commons                                 | Kostelní          | kulturní památka         | Orientovaná jednolodní stavba s pravoúhlým presbytářem a sakristií na severní straně | 50°18′10″ s. š., 12°25′21″ v. d. |
| Kostel svatého Petra a Pavla                          | kostel svatého Petra a Pavla                          | Kategorie „Saints Peter and Paul church (Kostelní Bříza)“ na Wikimedia Commons                    | Kostelní Bříza    | kulturní památka         | Jednolodní orientovaný kostel je příkladem zlomového slohového období mezi barokem (respektive rokokem) a nastupujícím klasicismem                                                      | 50°7′ s. š., 12°37′20″ v. d.     |
| Kostel svatého Petra a Pavla                          | kostel svatého Petra a Pavla                          | Kategorie „Church of Saints Peter and Paul (Krajková)“ na Wikimedia Commons                       | Krajková          | kulturní památka         | Stavba je výsledkem propojení několika vývojových etap, jejímž výsledkem stavebních úprav je obdélná, nepříliš dlouhá loď s obdélným presbytářem                                        | 50°12′58″ s. š., 12°32′ v. d.    |
| Kostel svaté Kunhuty                                  | kostel svaté Kunhuty                                  | Kategorie „Church of Saint Cunigunde (Královské Poříčí)“ na Wikimedia Commons                     | Královské Poříčí  | kulturní památka         | Jednolodní kostel byl v počátku jedinou zděnou stavbou v obci, přestavba na přelomu 17. a 18. století změnila jeho středověkou románsko-gotickou podobu do jednoduchého barokního stylu | 50°11′11″ s. š., 12°40′26″ v. d. |
| Kostel Božího Těla                                    | kostel Božího Těla                                    | Kategorie „Church of Corpus Christi (Kraslice)“ na Wikimedia Commons                              | Kraslice          | kulturní památka         | Rozlehlá, k severozápadu orientovaná, pseudorománská trojlodní bazilika s transeptem, přesahujícím nepatrně šířku lodi, a půlkruhovými apsidami                                         | 50°19′46″ s. š., 12°30′32″ v. d. |
| Kostel svatého Josefa                                 | kostel svatého Josefa                                 | Kategorie „Church of Saint Joseph (Krásná Lípa)“ na Wikimedia Commons                             | Krásná Lípa       | kulturní památka         | Jednoduchá orientovaná empírová stavba s obdélnou lodí a rozložitým presbytářem s polygonálním závěrem                                                                                  | 50°19′29″ s. š., 12°36′29″ v. d. |
| Kostel svaté Kateřiny                                 | kostel svaté Kateřiny                                 | Kategorie „Church of Saint Catherine (Krásno)“ na Wikimedia Commons                               | Krásno            | ne                       | Jednolodní stavba s pětibokým závěrem presbytáře, v průčelí s ústupkovým portálem a rozetou                                                                                             | 50°6′31″ s. š., 12°47′17″ v. d.  |
| Kostel Nanebevzetí Panny Marie                        | kostel Nanebevzetí Panny Marie                        | Kategorie „Church of the Assumption of the Virgin Mary (Kynšperk nad Ohří)“ na Wikimedia Commons  | Kynšperk nad Ohří | kulturní památka         | Jednolodní stavba s polygonálně uzavřeným presbytářem a dvojicí postranních dvoupatrových hranolových věží, umístěných do úhlu mezi loď a presbytář                                     | 50°7′7″ s. š., 12°31′51″ v. d.   |
| Kostel Nejsvětější Trojice                            | kostel Nejsvětější Trojice                            | Kategorie „Church of Holy Trinity (Liboc)“ na Wikimedia Commons                                   | Liboc             | ne                       | Orientovaná novogotická jednolodní stavba s pravoúhlým presbytářem a hranolovou věží při západním průčelí                                                                               | 50°16′18″ s. š., 12°28′30″ v. d. |
| Kostel svatého Václava                                | kostel svatého Václava                                | Kategorie „Church of Saint Wenceslaus (Loket)“ na Wikimedia Commons                               | Loket             | kulturní památka         | Původně gotický, barokně přestavěný neorientovaný jednolodní kostel krytý plechovou valbovou střechou, s vně polygonálním, uvnitř zaobleným užším odsazeným presbytářem                 | 50°11′12″ s. š., 12°45′13″ v. d. |
| Kostel svatého Jiljí                                  | kostel svatého Jiljí                                  | Kategorie „Church of Saint Giles (Lomnice)“ na Wikimedia Commons                                  | Lomnice           | kulturní památka         | Jednolodní orientovaná stavba s dlouhou obdélnou lodí a polygonálním závěrem a později přistavenou hranolovou věží                                                                      | 50°12′43″ s. š., 12°37′51″ v. d. |
| Kostel Nejsvětější Trojice                            | kostel Nejsvětější Trojice                            | Kategorie „Holy Trinity Church in Nová Ves (Sokolov District)“ na Wikimedia Commons               | Nová Ves          | kulturní památka         | Jednolodní neorientovaná stavba s protáhlým trojbokým odsazeným presbytářem | 50°5′3″ s. š., 12°46′26″ v. d.   |
| Kostel Nanebevstoupení Páně                           | kostel Nanebevstoupení Páně                           | Kategorie „Church of the Ascension of Christ (Nové Sedlo)“ na Wikimedia Commons                   | Nové Sedlo        | kulturní památka         | Dřevěný kostel jehož architektura exteriéru vychází z trojlodní středověké baziliky; místo klasického presbytáře přiléhá k lodi mělká přístavba                                         | 50°12′23″ s. š., 12°44′13″ v. d. |
| Kostel svatého Michaela archanděla                    | kostel svatého Michaela archanděla                    | Kategorie „Church of Saint Michael (Oloví)“ na Wikimedia Commons                                  | Oloví             | kulturní památka         | Pozdně gotická jednolodní stavba s polygonálním presbytářem a mohutnou osmibokou věží                                                                                                   | 50°14′42″ s. š., 12°33′31″ v. d. |
| Kostel svatého Bartoloměje                            | kostel svatého Bartoloměje                            | Kategorie „Church of Saint Bartholomew in Přebuz“ na Wikimedia Commons                            | Přebuz            | kulturní památka         | Pozdně gotická jednolodní stavba s polokruhovým závěrem presbytáře a s obdélnou sakristií v ose kostela                                                                                 | 50°21′54″ s. š., 12°37′10″ v. d. |
| Kostel svatého Petra a Pavla                          | kostel svatého Petra a Pavla                          | Kategorie „Church of Saints Peter and Paul (Rotava)“ na Wikimedia Commons                         | Rotava            | ne                       | Orientovaná pseudorománská jednolodní stavba s protáhlým, trojboce ukončeným presbytářem                                                                                                | 50°18′12″ s. š., 12°33′59″ v. d. |
| Kostel svatého Jakuba Většího                         | kostel svatého Jakuba Většího                         | Kategorie „Church of Saint James the Greater (Sněžná)“ na Wikimedia Commons                       | Sněžná            | kulturní památka         | Původně dřevěná raně gotická stavba, po barokní přestavbě jednolodní obdélná stavba s polygonálním presbytářem v šíři lodi                                                              | 50°18′24″ s. š., 12°29′29″ v. d. |
| Kostel svatého Antonína Paduánského                   | kostel svatého Antonína Paduánského                   | Kategorie „Church of Saint Anthony of Padua in Sokolov“ na Wikimedia Commons                      | Sokolov           | kulturní památka         | Raně barokní stavba, postavená ve stylu typické řádové kapucínské architektury, jednolodní obdélný kostel má dvě symetricky osazené boční kaple                                         | 50°10′44″ s. š., 12°38′15″ v. d. |
| Kostel svatého Jakuba Většího                         | kostel svatého Jakuba Většího                         | Kategorie „Church of Saint James (Sokolov)“ na Wikimedia Commons                                  | Sokolov           | kulturní památka         | Raně barokní jednolodní orientovaná stavba s užším presbytářem s půlkruhovým závěrem | 50°10′53″ s. š., 12°38′25″ v. d. |
| Kostel Nejsvětější Trojice                            | kostel Nejsvětější Trojice                            | Kategorie „Church of Holy Trinity (Staré Sedlo)“ na Wikimedia Commons                             | Staré Sedlo       | ne                       | Raně barokní jednolodní stavba ukončená půlkruhovým presbytářem | 50°10′52″ s. š., 12°43′7″ v. d.  |
| Kostel Nejsvětějšího srdce Páně                       | kostel Nejsvětějšího srdce Páně                       | Kategorie „Church of Sacred Heart (Stříbrná)“ na Wikimedia Commons                                | Stříbrná          | ne                       | Jednolodní kostel na obdélném půdorysu uzavírá kvadratický presbytář s křížovou klenbou                                                                                                 | 50°21′35″ s. š., 12°31′27″ v. d. |
| Kostel Neposkvrněného početí Panny Marie              | kostel Neposkvrněného početí Panny Marie              | Kategorie „Church of the Immaculate Conception (Svatava)“ na Wikimedia Commons                    | Svatava           | kulturní památka         | Jednolodní novogotická stavba uzavřená polygonálním presbytářem, odděleným od lodi náznakem příčné lodi                                                                                 | 50°11′32″ s. š., 12°37′35″ v. d. |
| Kostel svatého Erharda                                | kostel svatého Erharda                                | Kategorie „Church of Saint Erhard (Tatrovice)“ na Wikimedia Commons                               | Tatrovice         | kulturní památka         | Jednolodní orientovaná raně gotická stavba, barokní podoba kostela je z roku 1555 | 50°16′32″ s. š., 12°41′41″ v. d. |

### Evangelické kostely
| Název                                   | Obrázek                                 | Galerie Commons                                                               | Místo             | Ochrana          | Popis | Souřadnice                       |
| --------------------------------------- | --------------------------------------- | ----------------------------------------------------------------------------- | ----------------- | ---------------- | --- | -------------------------------- |
| Evangelický kostel v Chodově            | Evangelický kostel v Chodově            | Kategorie „Evangelical church (Chodov u Karlových Varů)“ na Wikimedia Commons | Chodov            | kulturní památka | Jednolodní secesní stavba se zúženým presbytářem v průčelí s mohutnou hranolovou věží | 50°14′20″ s. š., 12°44′51″ v. d. |
| Evangelický kostel v Kraslicích         | Evangelický kostel v Kraslicích         | Kategorie „Protestant church in Kraslice“ na Wikimedia Commons                | Kraslice          | kulturní památka | Modernistická sakrální stavba s minimem dekorativních prvků, spojující budovu kostela a fary v jeden objekt                                                                                     | 50°19′50″ s. š., 12°30′36″ v. d. |
| Evangelický kostel v Kynšperku nad Ohří | Evangelický kostel v Kynšperku nad Ohří | Kategorie „Protestant church in Kynšperk nad Ohří“ na Wikimedia Commons       | Kynšperk nad Ohří | kulturní památka | Jednolodní kostel v novorománském duchu s prvky secese, presbytář je nižší a užší než loď, mezi presbytářem a závěrem kostela je excentricky umístěná čtyřboká sakristie bez jakéhokoliv dekóru | 50°7′15″ s. š., 12°31′45″ v. d.  |
| Evangelický kostel v Sokolově           | Evangelický kostel v Sokolově           | Kategorie „Evangelical church of Saint Thomas (Sokolov)“ na Wikimedia Commons | Sokolov           | ne               | Jednolodní obdélná stavba s pětibokým presbytářem a mohutnou hranolovou věží, asymetricky usazené v hmotě lodi nevystupující z hlavního průčelí                                                 | 50°10′53″ s. š., 12°38′37″ v. d. |

## Zaniklé kostely
| Název                              | Obrázek                                                       | Galerie Commons                                                             | Místo             | Ochrana | Zánik                           | Souřadnice                       |
| ---------------------------------- | ------------------------------------------------------------- | --------------------------------------------------------------------------- | ----------------- | ------- | ------------------------------- | -------------------------------- |
| Kostel svatého Michaela archanděla | pohled na místo zaniklého kostela svatého Michaela archanděla | Kategorie „Church of Saint Michael (Čistá)“ na Wikimedia Commons            | Čistá             | ne      | zanikl v 50. letech 20. století | 50°5′58″ s. š., 12°43′46″ v. d.  |
| Kostel svaté Anny                  |                                                               | Kategorie „Church of Saint Anne (Habartov)“ na Wikimedia Commons            | Habartov          | ne      | zanikl v roce 1951              | 50°10′34″ s. š., 12°33′39″ v. d. |
| Kostel svaté Voršily               | pohled na místo zaniklého kostela svatého svaté Voršily       | Kategorie „Saint Ursula Church (Kynšperk nad Ohří)“ na Wikimedia Commons    | Kynšperk nad Ohří | ne      | zanikl v roce 1876              | 50°7′4″ s. š., 12°32′26″ v. d.   |
| Kostel Nejsvětější Trojice         | pohled na kostel v 50. letech 20. století                     | Kategorie „Church of Holy Trinity (Lipnice)“ na Wikimedia Commons           | Lipnice           | ne      | demolice v roce 1952            | 50°14′ s. š., 12°40′9″ v. d.     |
| Kostel svatého Vavřince            | pohled na místo zaniklého kostela svatého Vavřince            | Kategorie „Church of Saint Lawrence (Lobzy)“ na Wikimedia Commons           | Lobzy             | ne      | zanikl v 50. letech 20. století | 50°8′1″ s. š., 12°41′9″ v. d.    |
| Kostel svatého Jana Křtitele       | pohled na místo zaniklého kostela svatého Jana Křtitele       | Kategorie „Church of Saint John the Baptist (Loket)“ na Wikimedia Commons   | Loket             | ne      | zanikl v roce 1973              | 50°11′20″ s. š., 12°45′28″ v. d. |
| Kostel svatého Václava             | pohled na místo zaniklého kostela svatého Václava             | Kategorie „Church of Saint Wenceslaus (Louka)“ na Wikimedia Commons         | Louka             | ne      | zanikl v roce 1987              | 50°3′19″ s. š., 12°48′30″ v. d.  |
| Kostel svatého Mikuláše            | kostel svatého Mikuláše                                       | Kategorie „Church of Saint Nicholas (Třídomí)“ na Wikimedia Commons         | Třídomí           | ne      | zanikl kolem roku 1500          | 50°8′49″ s. š., 12°43′47″ v. d.  |
| Kostel svatého Václava             | pohled na místo zaniklého kostela svatého Václava             | Kategorie „Church of Saint Wenceslaus (Smrkovec)“ na Wikimedia Commons      | Smrkovec          | ne      | zanikl v 50. letech 20. století | 50°4′11″ s. š., 12°35′50″ v. d.  |
| Kostel svatého Jakuba Většího      | pohled na místo zaniklého kostela svatého Jakuba              | Kategorie „Church of Saint James the Greater (Vranov)“ na Wikimedia Commons | Vranov            | ne      | zanikl v 50. letech 20. století | 50°6′7″ s. š., 12°41′7″ v. d.    |